# 市川深
市川 深（いちかわ ふかし、1929年1月8日 - 2015年12月1日）は、日本の会計学者。
岐阜県恵那市生まれ。名城大学商学部卒、1956年立教大学大学院修士課程修了。関東学院大学助教授、1968年東京経済大学経営学部助教授、72年教授、経営学部長、99年定年、名誉教授。『万葉集』の研究もおこなった。

## 著書
- 『実践簿記論』税務経理協会 1971
- 『財務諸表の作成』税務経理協会 1977
- 『税務会計要論』中央経済社 1984
- 『企業・会計人のための法律知識』白桃書房 1985
- 『万葉のこころ・生きこころ』税務経理協会、1989
- 『法人税重要判例コンメンタール』税務経理協会 1989
- 『所得税重要判例コンメンタール』税務経理協会 1991
- 『相続税贈与税判例コンメンタール』税務経理協会 1994

### 共編著
- 『企業簿記の制度と構造』荒川邦寿、篠原三郎,根本光明共著 新評論 1967
- 『現代会計学の理論』山田一郎, 篠原三郎共著 新評論 1967
- 『税務会計』編著 日本評論社 経営会計全書 1976
- 『簿記学習』久木田重和共編著 中央経済社 1978
- 『簿記学習3級 日本商工会議所・各地商工会議所検定試験』久木田重和共編著 中央経済社 1978
- 『工業簿記学習 2級』久木田重和共編著 中央経済社 1986
- 『商業簿記学習 2級』久木田重和共編著 中央経済社 1986

## 論文
- 市川深